# Al-Fayha FC
Al Fayha FC (în arabă نادي الفيحاء السعودي ) este un club de fotbal profesionist cu sediul în Al Majma'ah, care joacă în Liga Profesionistă din Arabia Saudită, primul eșalon al fotbalului saudit. A fost fondat în 1953.
Culorile lui Al Fayha sunt portocaliu și albastru, de unde și porecla „Al-Burtuqali”. Al-Fayha a câștigat o dată Divizia a II-a saudită în sezonul 2013-2014 și a terminat pe locul secund o dată în 2003-2004. La 29 aprilie 2017, Al-Fayha a reușit prima promovare în Pro League, câștigând primul titlu în Prima Divizie pe 5 mai 2017. Au câștigat Cupa Regelui pentru prima dată în 2022. 
Clubul își joacă meciurile de acasă la Al Majma'ah Sports City din Al Majma'ah, împărțind stadionul cu rivalii orașului Al-Faisaly și Al-Mujazzel. 

## Titluri

### Campionat
- Prima Divizie Saudită
  - Câștigători (1) : 2016–17
  - Finaliști (1): 2020–21
- A doua divizie Saudită
  - Câștigători (2) : 1984–85, 2013–14
  - Finaliști (1): 2003–04 [1]

### Cupă
- Cupa Regelui
  - Câștigători (1) : 2021–22
- Supercupa Arabia Saudită
  - Finaliști (1): 2022

## Lotul actual
Din 3 septembrie 2024:  
| Nr. |                       | Poziție | Jucător                                        |
| --- | --------------------- | ------- | ---------------------------------------------- |
| 1   | Arabia Saudită        | P       | Abdulraouf Al-Duqayl                           |
| 2   | Arabia Saudită        | F       | Mukhair Al-Rashidi⁠(d)                          |
| 3   | Brazilia              | F       | Rangel                                         |
| 4   | Arabia Saudită        | F       | Sami Al-Khaibari⁠(d) (căpitan)                  |
| 5   | Anglia                | F       | Chris Smalling                                 |
| 6   | Arabia Saudită        | M       | Saud Zidan⁠(d)                                  |
| 7   | Nigeria               | A       | Henry Onyekuru⁠(d)                              |
| 8   | Spania                | M       | Alejandro Pozuelo⁠(d)                           |
| 9   | Uruguay               | A       | Renzo López⁠(d)                                 |
| 10  | Zambia                | A       | Fashion Sakala⁠(d)                              |
| 11  | Venezuela             | M       | Aldry Contreras (împrumutat de la Angostura⁠(d) |
| 13  | Bosnia și Herțegovina | M       | Gojko Cimirot⁠(d)                               |
| 14  | Arabia Saudită        | M       | Mansor Al-Beshe⁠(d)                             |
| 15  | Arabia Saudită        | M       | Abdulhadi Al-Harajin⁠(d)                        |
| 20  | Uzbekistan            | M       | Otabek Shukurov⁠(d)                             |

| Nr. |                | Poziție | Jucător                                         |
| --- | -------------- | ------- | ----------------------------------------------- |
| 22  | Arabia Saudită | F       | Mohammed Al-Baqawi⁠(d)                           |
| 25  | Arabia Saudită | F       | Faris Abdi⁠(d)                                   |
| 27  | Arabia Saudită | A       | Redha Al-Abdullah (împrumutat de la Al-Ettifaq) |
| 29  | Arabia Saudită | M       | Nawaf Al-Harthi⁠(d)                              |
| 33  | Arabia Saudită | P       | Sattam Al-Shammari                              |
| 45  | Arabia Saudită | A       | Sattam Al-Lehiyani                              |
| 46  | Arabia Saudită | F       | Osama Al-Turki                                  |
| 47  | Arabia Saudită | F       | Mohammed Al-Dowaish                             |
| 52  | Panama         | P       | Orlando Mosquera⁠(d)                             |
| 55  | Arabia Saudită | M       | Ali Al-Hussain                                  |
| 62  | Arabia Saudită | F       | Hossam Majrashi                                 |
| 66  | Arabia Saudită | M       | Rakan Kaabi⁠(d)                                  |
| 75  | Arabia Saudită | F       | Khalid Al-Rammah                                |
| 77  | Arabia Saudită | M       | Khalid Kaabi⁠(d)                                 |
| 99  | Arabia Saudită | A       | Malek Al-Abdulmenem⁠(d)                          |

## Personal tehnic
| Poziție                | Nume                  |
| ---------------------- | --------------------- |
| Antrenor principal     | Christos Kontis⁠(d)    |
| Secund                 | Alexandros Tziolis⁠(d) |
| Antrenor de portari    | Dionysis Chiotis⁠(d)   |
| Antrenor de fitness    | Efthymios Kyprianou   |
| Analist video          | Charis Tselemponis    |
| Analist de performanta | Faris Al-Dowaish      |
| Director sportiv       | Khalid Al-Shammari    |
| Doctor                 | Ibrahim Al-Rashidi    |
| Kinetoterapeut         | Makram Majrashi       |
| Director de Dezvoltare | Alioua Mohamed Lamine |